# Las Médulas
Las Médulas, situata nei pressi della città di Ponferrada nella provincia di León (Spagna), fu la più importante miniera d'oro dell'impero romano. Il territorio che circonda Las Médulas fa parte dei patrimoni dell'umanità dell'UNESCO.

## Storia
Gli spettacolari paesaggi sono il risultato della Ruina Montium, una tecnica mineraria romana descritta da Plinio il Vecchio, che consisteva nella perforazione della montagna e nella successiva introduzione di grandi quantità d'acqua che letteralmente spingevano verso il basso la montagna, una tecnica che precorse quella californiana denominata tecnica mineraria idraulica.
L'acqua necessaria veniva trasportata dalle montagne della Sierra de La Cabrera a Las Médulas attraverso un sistema di canali di centinaia di chilometri, alcuni dei quali si sono conservati fino ad oggi.

### Descrizione di Las Médulas in "Storia Naturale" di Plinio il Vecchio
"Quello che accade a Las Medulas è molto più del lavoro di giganti. Le montagne sono perforate da corridoi e gallerie create a lume di lampada. Per mesi le miniere non sono illuminate dalla luce del sole e molti minatori muoiono all'interno dei cunicoli. Questo tipo di miniera è stato definito Ruina Montium. Le spaccature creatasi all'interno della miniera sono talmente pericolose che è più semplice trovare la purpurina o le perle in fondo al mare che scheggiare questa roccia. Con che pericolo abbiamo costruito la terra!"
Plinio affermò anche che 20.000 libre d'oro venivano estratte ogni anno. 60.000 lavoratori liberi vennero impiegati in scavi che produssero 5 milioni di libre nel corso di 250 anni (corrispondenti a 1.635.000 kg d'oro).